# أل ميس
أل ميس (بالإنجليزية: Al Mays)‏ هو لاعب كرة قاعدة أمريكي، ولد في 17 مايو 1865 في دوفر في الولايات المتحدة، وتوفي في 7 مايو 1905 في باركرسبورغ في الولايات المتحدة بسبب غرق.